# Jana Cupalová
Jana Cupalová ( 29. srpna 1919 Břeclav – 8. října 1943 Vídeň) byla oběť justice nacistického Německa. Byla odsouzena k smrti za napomáhání nepříteli a ve věku 24 let byla popravena.

## Život
Vyrůstala s několika sourozenci, navštěvovala základní školu a poté tři roky domácí školu. Když 21. července 1943 stanula se svým bratrem Michalem před vídeňským „lidovým soudem“, byla v osmém měsíci těhotenství. Sourozenci byli zatčeni 1. února 1943 a o dvanáct dní později byli spolu s matkou Františkou vyslýcháni gestapem ve Vídni a nakonec obviněni z napomáhání nepříteli. Matka zemřela 19. února 1943 za nejasných okolností ve vazbě u vídeňského zemského soudu.
Její bratr Ludvík Cupal se zapojil do československého odboje, odešel do zahraničí a v roce 1942 byl anglickým letadlem sesazen padákem do oblasti okolo Velehradu. Měl vyhodit do vzduchu železniční trať a otrávit ministra školství a propagandy protektorátní vlády Emanuela Moravce, jenž se stal symbolem zrady a kolaborace. Ludvík Cupal si našel ubytování poblíž svého rodného města a kontaktoval svou rodinu. Jana Cupalová ho občas navštěvovala a nabádala ho, aby se vzdal svých plánů, aby neohrozil rodinu. Poté Ludvík kontakt přerušil a zdržoval se v lesích. Obvinění znělo, že sourozenci soustavně zásobovali svého bratra Ludvíka potravinami a tabákem v místě jeho bydliště na Velehradě, „když věděli o jeho rozkazech k provedení sabotáží a atentátů v Protektorátu Čechy a Morava, a podporovali tak jeho protiněmecké aktivity."
Jana Cupalová se k soudu dostavila ve vysokém stupni těhotenství. Jak uvádí verdikt lidového soudu, učinila „otevřené přiznání“ a její výpověď je považována za zcela věrohodnou. Lidový soud však považoval trestný čin napomáhání nepříteli podle § 91 b RStGB za naplněný, případný mírný trest podle odstavce 2 tohoto ustanovení Senát odmítl a rozhodl o trestu smrti pro oba sourozence. V odůvodnění rozsudku bylo uvedeno: „Oba obžalovaní mají pro svůj trestný čin polehčující důvody, zejména pokud je Ludvík Cupal jejich bratr. Jana Cupalová  by měla být také oceněna za její snahu zabránit bratru Ludvíkovi v plnění rozkazů. Zjevně také jednala pod vlivem své matky, od které dostávala jídlo, které nosila bratrovi. [...] Všechny tyto polehčující důvody musí ustoupit do pozadí politických potřeb státu. Bezpečnostní zájmy státu a národní komunity bezpodmínečně vyžadují, aby jakákoli pomoc nepřátelskému parašutistovi byla potrestána nejpřísnějším možným trestem, i když je parašutistickým agentem bratr nebo jiný blízký příbuzný.“
Poté, co Jana Cupalová dne 17. září 1943 porodila své dítě, holčičku, která byla po osmi dnech předána sestře, byla popravena gilotinou. Několik žádostí o milost bylo zamítnuto.
Gestapo odmítlo rodině vydat těla Jany a Michala Cupalových kvůli možnosti, že by „pohřeb a hrob popravených mohl být zneužit k propagandistickým účelům členy českých opozičních kruhů“.  Jana Cupalová, její bratr Michal a její matka byli pohřbeni do hromadného hrobu na vídeňském ústředním hřbitově.